# Graphium incertus
Graphium incertus är en fjärilsart som först beskrevs av Bang-haas 1927.  Graphium incertus ingår i släktet Graphium och familjen riddarfjärilar. Inga underarter finns listade i Catalogue of Life.